# Paryż-Nicea 2023
Paryż-Nicea 2023 – 81. edycja wyścigu kolarskiego Paryż-Nicea, która odbyła się w dniach od 5 do 12 marca 2023 na liczącej 1089 kilometrów trasie składającej się z 8 etapów i biegnącej z Verrière do Nicei.  Wyścig kategorii 2.UWT zaliczany był do UCI World Tour 2023.

## Etapy
| Etap | Data   | Start – Meta                                           | type                    | Dystans (km) | Suma wzniesień (m) | Zwycięzca etapu | Lider               |
| ---- | ------ | ------------------------------------------------------ | ----------------------- | ------------ | ------------------ | --------------- | ------------------- |
| 1    | 5 mar  | Verrière – Verrière                                    | pagórkowaty             | 169,4        | 1405 m             | Tim Merlier     | Tim Merlier         |
| 2    | 6 mar  | Bazainville – Fontainebleau                            | płaski                  | 163,7        | 815 m              | Mads Pedersen   | Mads Pedersen       |
| 3    | 7 mar  | Dampierre-en-Burly – Dampierre-en-Burly                | jazda drużynowa na czas | 32,2         | 146 m              | Jumbo-Visma     | Magnus Cort Nielsen |
| 4    | 8 mar  | Saint-Amand-Montrond – La Loge des Gardes              | górzysty                | 164,7        | 2470 m             | Tadej Pogačar   | Tadej Pogačar       |
| 5    | 9 mar  | Saint-Symphorien-sur-Coise – Saint-Paul-Trois-Châteaux | pagórkowaty             | 212,4        | 1958 m             | Olav Kooij      | Tadej Pogačar       |
| 6    | 10 mar | Tourves – La Colle-sur-Loup                            | pagórkowaty             | 197,4        | 1216 m             | etap anulowany  | Tadej Pogačar       |
| 7    | 11 mar | Nicea – Col de la Couillole                            | górski                  | 142,9        | 3554 m             | Tadej Pogačar   | Tadej Pogačar       |
| 8    | 12 mar | Nicea – Nicea                                          | górski                  | 118,4        | 2465 m             | Tadej Pogačar   | Tadej Pogačar       |

## Uczestnicy

### Drużyny
| WorldTeams (18)- AG2R Citroën Team - Alpecin-Deceuninck - Astana Qazaqstan Team - Bora-Hansgrohe - EF Education-EasyPost - Groupama-FDJ - Ineos Grenadiers - Intermarché-Circus-Wanty - Jumbo-Visma - Movistar Team - Soudal Quick-Step - Arkéa-Samsic - Bahrain Victorious - Cofidis - Team DSM - Team Jayco AlUla - Trek-Segafredo - UAE Team Emirates ProTeams (4)- Lotto Dstny - TotalEnergies - Israel-Premier Tech - Uno-X Pro Cycling Team |
| |

### Lista startowa
| Jumbo-Visma TJV | Jumbo-Visma TJV            | Jumbo-Visma TJV |
| --------------- | -------------------------- | --------------- |
| Nr              | Kolarz                     | Miejsce         |
| 1               | Jonas Vingegaard (DEN)     | 3.              |
| 2               | Edoardo Affini (ITA)       | 94.             |
| 3               | Rohan Dennis (AUS)         | 85.             |
| 4               | Tobias Foss (NOR) (ITT)    | 23.             |
| 5               | Olav Kooij (NED)           | 105.            |
| 6               | Jan Tratnik (SLO) (ITT)    | 40.             |
| 7               | Nathan Van Hooydonck (BEL) | 52.             |

| Team Jayco AlUla JAY | Team Jayco AlUla JAY   | Team Jayco AlUla JAY |
| -------------------- | ---------------------- | -------------------- |
| Nr                   | Kolarz                 | Miejsce              |
| 11                   | Simon Yates (GBR)      | 4.                   |
| 12                   | Luke Durbridge (AUS)   | 80.                  |
| 13                   | Lucas Hamilton (AUS)   | 22.                  |
| 14                   | Chris Harper (AUS)     | 20.                  |
| 15                   | Michael Matthews (AUS) | DNF-7                |
| 16                   | Kelland O’Brien (AUS)  | 70.                  |
| 17                   | Matteo Sobrero (ITA)   | 29.                  |

| Ineos Grenadiers IGD | Ineos Grenadiers IGD         | Ineos Grenadiers IGD |
| -------------------- | ---------------------------- | -------------------- |
| Nr                   | Kolarz                       | Miejsce              |
| 21                   | Daniel Felipe Martínez (COL) | 25.                  |
| 22                   | Omar Fraile (ESP)            | DNF-8                |
| 23                   | Jhonatan Narváez (ECU)       | 43.                  |
| 24                   | Pawieł Siwakow (FRA)         | 9.                   |
| 25                   | Connor Swift (GBR)           | 92.                  |
| 26                   | Ben Swift (GBR)              | 59.                  |
| 27                   | Joshua Tarling (GBR)         | DNF-7                |

| UAE Team Emirates UAD | UAE Team Emirates UAD                   | UAE Team Emirates UAD |
| --------------------- | --------------------------------------- | --------------------- |
| Nr                    | Kolarz                                  | Miejsce               |
| 31                    | Tadej Pogačar (SLO)                     | 1.                    |
| 32                    | Rui Oliveira (POR)                      | 93.                   |
| 33                    | Mikkel Bjerg (DEN)                      | 68.                   |
| 34                    | Felix Großschartner (AUT) (szosa i ITT) | 54.                   |
| 35                    | Domen Novak (SLO)                       | 77.                   |
| 36                    | Matteo Trentin (ITA)                    | 95.                   |
| 37                    | Tim Wellens (BEL)                       | 79.                   |

| Bora-Hansgrohe BOH | Bora-Hansgrohe BOH          | Bora-Hansgrohe BOH |
| ------------------ | --------------------------- | ------------------ |
| Nr                 | Kolarz                      | Miejsce            |
| 41                 | Maximilian Schachmann (GER) | DNS-7              |
| 42                 | Sam Bennett (IRL)           | DNS-7              |
| 43                 | Marco Haller (AUT)          | 71.                |
| 44                 | Bob Jungels (LUX) (ITT)     | 19.                |
| 45                 | Ryan Mullen (IRL)           | 112.               |
| 46                 | Nils Politt (GER) (szosa)   | 45.                |
| 47                 | Danny van Poppel (NED)      | DNF-8              |

| Team DSM DSM | Team DSM DSM          | Team DSM DSM |
| ------------ | --------------------- | ------------ |
| Nr           | Kolarz                | Miejsce      |
| 51           | Romain Bardet (FRA)   | 7.           |
| 52           | Pavel Bittner (CZE)   | 101.         |
| 53           | John Degenkolb (GER)  | 84.          |
| 54           | Matthew Dinham (AUS)  | 57.          |
| 55           | Nils Eekhoff (NED)    | 116.         |
| 56           | Chris Hamilton (AUS)  | 34.          |
| 57           | Kevin Vermaerke (USA) | 47.          |

| Groupama-FDJ GFC | Groupama-FDJ GFC          | Groupama-FDJ GFC |
| ---------------- | ------------------------- | ---------------- |
| Nr               | Kolarz                    | Miejsce          |
| 61               | David Gaudu (FRA)         | 2.               |
| 62               | Arnaud Démare (FRA)       | DNF-8            |
| 63               | Kevin Geniets (LUX)       | 26.              |
| 64               | Ignatas Konovalovas (LTU) | DNF-8            |
| 65               | Stefan Küng (SUI)         | 32.              |
| 66               | Rudy Molard (FRA)         | 17.              |
| 67               | Miles Scotson (AUS)       | DNF-8            |

| Bahrain Victorious TBV | Bahrain Victorious TBV | Bahrain Victorious TBV |
| ---------------------- | ---------------------- | ---------------------- |
| Nr                     | Kolarz                 | Miejsce                |
| 71                     | Jack Haig (AUS)        | 10.                    |
| 72                     | Kamil Gradek (POL)     | 110.                   |
| 73                     | Filip Maciejuk (POL)   | 115.                   |
| 74                     | Gino Mäder (SUI)       | 5.                     |
| 75                     | Jonathan Milan (ITA)   | DNF-4                  |
| 76                     | Wout Poels (NED)       | 27.                    |
| 77                     | Fred Wright (GBR)      | 67.                    |

| Cofidis COF | Cofidis COF           | Cofidis COF |
| ----------- | --------------------- | ----------- |
| Nr          | Kolarz                | Miejsce     |
| 81          | Ion Izagirre (ESP)    | 21.         |
| 82          | Bryan Coquard (FRA)   | 90.         |
| 83          | Rubén Fernández (ESP) | DNF-7       |
| 84          | Simon Geschke (GER)   | 49.         |
| 85          | Alexis Renard (FRA)   | 97.         |
| 86          | Benjamin Thomas (FRA) | DNF-4       |
| 87          | Max Walscheid (GER)   | DNS-5       |

| AG2R Citroën Team ACT | AG2R Citroën Team ACT        | AG2R Citroën Team ACT |
| --------------------- | ---------------------------- | --------------------- |
| Nr                    | Kolarz                       | Miejsce               |
| 91                    | Aurélien Paret-Peintre (FRA) | 11.                   |
| 92                    | Clément Berthet (FRA)        | 15.                   |
| 93                    | Mikaël Cherel (FRA)          | 66.                   |
| 94                    | Stan Dewulf (BEL)            | 51.                   |
| 95                    | Dorian Godon (FRA)           | 38.                   |
| 96                    | Oliver Naesen (BEL)          | 41.                   |
| 97                    | Larry Warbasse (USA)         | 36.                   |

| EF Education-EasyPost EFE | EF Education-EasyPost EFE | EF Education-EasyPost EFE |
| ------------------------- | ------------------------- | ------------------------- |
| Nr                        | Kolarz                    | Miejsce                   |
| 101                       | Neilson Powless (USA)     | 6.                        |
| 102                       | Stefan Bissegger (SUI)    | 72.                       |
| 103                       | Owain Doull (GBR)         | 63.                       |
| 104                       | Magnus Cort Nielsen (DEN) | 61.                       |
| 105                       | Andrea Piccolo (ITA)      | DNS-5                     |
| 106                       | Thomas Scully (NZL)       | 102.                      |
| 107                       | Marijn van den Berg (NED) | DNS-5                     |

| Arkéa-Samsic ARK | Arkéa-Samsic ARK          | Arkéa-Samsic ARK |
| ---------------- | ------------------------- | ---------------- |
| Nr               | Kolarz                    | Miejsce          |
| 111              | Kévin Vauquelin (FRA)     | 18.              |
| 112              | Clément Champoussin (FRA) | 48.              |
| 113              | David Dekker (NED)        | DNF-8            |
| 114              | Thibault Guernalec (FRA)  | 117.             |
| 115              | Matis Louvel (FRA)        | 56.              |
| 116              | Daniel McLay (GBR)        | DNF-7            |
| 117              | Michel Ries (LUX)         | 37.              |

| Movistar Team MOV | Movistar Team MOV         | Movistar Team MOV |
| ----------------- | ------------------------- | ----------------- |
| Nr                | Kolarz                    | Miejsce           |
| 121               | Matteo Jorgenson (USA)    | 8.                |
| 122               | Imanol Erviti (ESP)       | 81.               |
| 123               | Iván García Cortina (ESP) | 64.               |
| 124               | Gorka Izagirre (ESP)      | 33.               |
| 125               | Mathias Norsgaard (DEN)   | 88.               |
| 126               | Max Kanter (GER)          | 106.              |
| 127               | Gregor Mühlberger (AUT)   | 31.               |

| Trek-Segafredo TFS | Trek-Segafredo TFS      | Trek-Segafredo TFS |
| ------------------ | ----------------------- | ------------------ |
| Nr                 | Kolarz                  | Miejsce            |
| 131                | Mattias Skjelmose (DEN) | DNF-7              |
| 132                | Julien Bernard (FRA)    | 39.                |
| 133                | Daan Hoole (NED)        | DNF-7              |
| 134                | Alex Kirsch (LUX)       | DNF-7              |
| 135                | Jacopo Mosca (ITA)      | 109.               |
| 136                | Mads Pedersen (DEN)     | DNF-7              |
| 137                | Otto Vergaerde (BEL)    | DNF-8              |

| Soudal Quick-Step SOQ | Soudal Quick-Step SOQ          | Soudal Quick-Step SOQ |
| --------------------- | ------------------------------ | --------------------- |
| Nr                    | Kolarz                         | Miejsce               |
| 141                   | Tim Merlier (BEL) (szosa)      | DNS-8                 |
| 142                   | Kasper Asgreen (DEN)           | DNF-7                 |
| 143                   | Rémi Cavagna (FRA)             | 35.                   |
| 144                   | Tim Declercq (BEL)             | 73.                   |
| 145                   | Yves Lampaert (BEL)            | 50.                   |
| 146                   | Mauro Schmid (SUI)             | DNS-3                 |
| 147                   | Florian Sénéchal (FRA) (szosa) | 83.                   |

| Lotto Dstny LTD | Lotto Dstny LTD                | Lotto Dstny LTD |
| --------------- | ------------------------------ | --------------- |
| Nr              | Kolarz                         | Miejsce         |
| 151             | Arnaud De Lie (BEL)            | DNS-7           |
| 152             | Cédric Beullens (BEL)          | 82.             |
| 153             | Thomas De Gendt (BEL)          | DNF-7           |
| 154             | Pascal Eenkhoorn (NED) (szosa) | 28.             |
| 155             | Jacopo Guarnieri (ITA)         | 98.             |
| 156             | Harry Sweeny (AUS)             | 62.             |
| 157             | Brent Van Moer (BEL)           | 58.             |

| TotalEnergies TEN | TotalEnergies TEN          | TotalEnergies TEN |
| ----------------- | -------------------------- | ----------------- |
| Nr                | Kolarz                     | Miejsce           |
| 161               | Pierre Latour (FRA)        | 14.               |
| 162               | Edvald Boasson Hagen (NOR) | 42.               |
| 163               | Jérémy Cabot (FRA)         | 89.               |
| 164               | Sandy Dujardin (FRA)       | 75.               |
| 165               | Alan Jousseaume (FRA)      | 78.               |
| 166               | Paul Ourselin (FRA)        | 69.               |
| 167               | Anthony Turgis (FRA)       | 113.              |

| Alpecin-Deceuninck ADC | Alpecin-Deceuninck ADC     | Alpecin-Deceuninck ADC |
| ---------------------- | -------------------------- | ---------------------- |
| Nr                     | Kolarz                     | Miejsce                |
| 171                    | Søren Kragh Andersen (DEN) | 44.                    |
| 172                    | Maurice Ballerstedt (GER)  | DNF-7                  |
| 173                    | Kaden Groves (AUS)         | 91.                    |
| 174                    | Senne Leysen (BEL)         | 111.                   |
| 175                    | Jason Osborne (GER)        | DNS-8                  |
| 176                    | Edward Planckaert (BEL)    | 99.                    |
| 177                    | Lionel Taminiaux (BEL)     | 107.                   |

| Intermarché-Circus-Wanty ICW | Intermarché-Circus-Wanty ICW | Intermarché-Circus-Wanty ICW |
| ---------------------------- | ---------------------------- | ---------------------------- |
| Nr                           | Kolarz                       | Miejsce                      |
| 181                          | Lilian Calmejane (FRA)       | 16.                          |
| 182                          | Aimé De Gendt (BEL)          | 86.                          |
| 183                          | Kobe Goossens (BEL)          | 13.                          |
| 184                          | Arne Marit (BEL)             | 96.                          |
| 185                          | Hugo Page (FRA)              | 103.                         |
| 186                          | Baptiste Planckaert (BEL)    | 87.                          |
| 187                          | Taco van der Hoorn (NED)     | 104.                         |

| Astana Qazaqstan Team AST | Astana Qazaqstan Team AST | Astana Qazaqstan Team AST |
| ------------------------- | ------------------------- | ------------------------- |
| Nr                        | Kolarz                    | Miejsce                   |
| 191                       | Luis León Sánchez (ESP)   | 24.                       |
| 192                       | Cees Bol (NED)            | DNF-8                     |
| 193                       | David de la Cruz (ESP)    | 12.                       |
| 194                       | Dmitrij Gruzdiew (KAZ)    | 114.                      |
| 195                       | Davide Martinelli (ITA)   | DNF-7                     |
| 196                       | Wadim Pronski (KAZ)       | 100.                      |
| 197                       | Javier Romo (ESP)         | 60.                       |

| Israel-Premier Tech IPT | Israel-Premier Tech IPT | Israel-Premier Tech IPT |
| ----------------------- | ----------------------- | ----------------------- |
| Nr                      | Kolarz                  | Miejsce                 |
| 201                     | Hugo Houle (CAN)        | 30.                     |
| 202                     | Sebastian Berwick (AUS) | DNF-7                   |
| 203                     | Taj Jones (AUS)         | DNS-7                   |
| 204                     | Gaj Sagiw (ISR)         | DNS-7                   |
| 205                     | Nick Schultz (AUS)      | 53.                     |
| 206                     | Tom Van Asbroeck (BEL)  | DNS-7                   |
| 207                     | Stephen Williams (GBR)  | DNF-7                   |

| Uno-X Pro Cycling Team UXT | Uno-X Pro Cycling Team UXT  | Uno-X Pro Cycling Team UXT |
| -------------------------- | --------------------------- | -------------------------- |
| Nr                         | Kolarz                      | Miejsce                    |
| 211                        | Alexander Kristoff (NOR)    | 108.                       |
| 212                        | Anthon Charmig (DEN)        | 46.                        |
| 213                        | Erik Nordsæter Resell (NOR) | 74.                        |
| 214                        | Anders Skaarseth (NOR)      | 65.                        |
| 215                        | Rasmus Tiller (NOR) (szosa) | 55.                        |
| 216                        | Søren Wærenskjold (NOR)     | DNF-7                      |
| 217                        | Jonas Gregaard (DEN)        | 76.                        |

| Jumbo-Visma TJV | Jumbo-Visma TJV            | Jumbo-Visma TJV |
| --------------- | -------------------------- | --------------- |
| Nr              | Kolarz                     | Miejsce         |
| 1               | Jonas Vingegaard (DEN)     | 3.              |
| 2               | Edoardo Affini (ITA)       | 94.             |
| 3               | Rohan Dennis (AUS)         | 85.             |
| 4               | Tobias Foss (NOR) (ITT)    | 23.             |
| 5               | Olav Kooij (NED)           | 105.            |
| 6               | Jan Tratnik (SLO) (ITT)    | 40.             |
| 7               | Nathan Van Hooydonck (BEL) | 52.             |

| Team Jayco AlUla JAY | Team Jayco AlUla JAY   | Team Jayco AlUla JAY |
| -------------------- | ---------------------- | -------------------- |
| Nr                   | Kolarz                 | Miejsce              |
| 11                   | Simon Yates (GBR)      | 4.                   |
| 12                   | Luke Durbridge (AUS)   | 80.                  |
| 13                   | Lucas Hamilton (AUS)   | 22.                  |
| 14                   | Chris Harper (AUS)     | 20.                  |
| 15                   | Michael Matthews (AUS) | DNF-7                |
| 16                   | Kelland O’Brien (AUS)  | 70.                  |
| 17                   | Matteo Sobrero (ITA)   | 29.                  |

| Ineos Grenadiers IGD | Ineos Grenadiers IGD         | Ineos Grenadiers IGD |
| -------------------- | ---------------------------- | -------------------- |
| Nr                   | Kolarz                       | Miejsce              |
| 21                   | Daniel Felipe Martínez (COL) | 25.                  |
| 22                   | Omar Fraile (ESP)            | DNF-8                |
| 23                   | Jhonatan Narváez (ECU)       | 43.                  |
| 24                   | Pawieł Siwakow (FRA)         | 9.                   |
| 25                   | Connor Swift (GBR)           | 92.                  |
| 26                   | Ben Swift (GBR)              | 59.                  |
| 27                   | Joshua Tarling (GBR)         | DNF-7                |

| UAE Team Emirates UAD | UAE Team Emirates UAD                   | UAE Team Emirates UAD |
| --------------------- | --------------------------------------- | --------------------- |
| Nr                    | Kolarz                                  | Miejsce               |
| 31                    | Tadej Pogačar (SLO)                     | 1.                    |
| 32                    | Rui Oliveira (POR)                      | 93.                   |
| 33                    | Mikkel Bjerg (DEN)                      | 68.                   |
| 34                    | Felix Großschartner (AUT) (szosa i ITT) | 54.                   |
| 35                    | Domen Novak (SLO)                       | 77.                   |
| 36                    | Matteo Trentin (ITA)                    | 95.                   |
| 37                    | Tim Wellens (BEL)                       | 79.                   |

| Bora-Hansgrohe BOH | Bora-Hansgrohe BOH          | Bora-Hansgrohe BOH |
| ------------------ | --------------------------- | ------------------ |
| Nr                 | Kolarz                      | Miejsce            |
| 41                 | Maximilian Schachmann (GER) | DNS-7              |
| 42                 | Sam Bennett (IRL)           | DNS-7              |
| 43                 | Marco Haller (AUT)          | 71.                |
| 44                 | Bob Jungels (LUX) (ITT)     | 19.                |
| 45                 | Ryan Mullen (IRL)           | 112.               |
| 46                 | Nils Politt (GER) (szosa)   | 45.                |
| 47                 | Danny van Poppel (NED)      | DNF-8              |

| Team DSM DSM | Team DSM DSM          | Team DSM DSM |
| ------------ | --------------------- | ------------ |
| Nr           | Kolarz                | Miejsce      |
| 51           | Romain Bardet (FRA)   | 7.           |
| 52           | Pavel Bittner (CZE)   | 101.         |
| 53           | John Degenkolb (GER)  | 84.          |
| 54           | Matthew Dinham (AUS)  | 57.          |
| 55           | Nils Eekhoff (NED)    | 116.         |
| 56           | Chris Hamilton (AUS)  | 34.          |
| 57           | Kevin Vermaerke (USA) | 47.          |

| Groupama-FDJ GFC | Groupama-FDJ GFC          | Groupama-FDJ GFC |
| ---------------- | ------------------------- | ---------------- |
| Nr               | Kolarz                    | Miejsce          |
| 61               | David Gaudu (FRA)         | 2.               |
| 62               | Arnaud Démare (FRA)       | DNF-8            |
| 63               | Kevin Geniets (LUX)       | 26.              |
| 64               | Ignatas Konovalovas (LTU) | DNF-8            |
| 65               | Stefan Küng (SUI)         | 32.              |
| 66               | Rudy Molard (FRA)         | 17.              |
| 67               | Miles Scotson (AUS)       | DNF-8            |

| Bahrain Victorious TBV | Bahrain Victorious TBV | Bahrain Victorious TBV |
| ---------------------- | ---------------------- | ---------------------- |
| Nr                     | Kolarz                 | Miejsce                |
| 71                     | Jack Haig (AUS)        | 10.                    |
| 72                     | Kamil Gradek (POL)     | 110.                   |
| 73                     | Filip Maciejuk (POL)   | 115.                   |
| 74                     | Gino Mäder (SUI)       | 5.                     |
| 75                     | Jonathan Milan (ITA)   | DNF-4                  |
| 76                     | Wout Poels (NED)       | 27.                    |
| 77                     | Fred Wright (GBR)      | 67.                    |

| Cofidis COF | Cofidis COF           | Cofidis COF |
| ----------- | --------------------- | ----------- |
| Nr          | Kolarz                | Miejsce     |
| 81          | Ion Izagirre (ESP)    | 21.         |
| 82          | Bryan Coquard (FRA)   | 90.         |
| 83          | Rubén Fernández (ESP) | DNF-7       |
| 84          | Simon Geschke (GER)   | 49.         |
| 85          | Alexis Renard (FRA)   | 97.         |
| 86          | Benjamin Thomas (FRA) | DNF-4       |
| 87          | Max Walscheid (GER)   | DNS-5       |

| AG2R Citroën Team ACT | AG2R Citroën Team ACT        | AG2R Citroën Team ACT |
| --------------------- | ---------------------------- | --------------------- |
| Nr                    | Kolarz                       | Miejsce               |
| 91                    | Aurélien Paret-Peintre (FRA) | 11.                   |
| 92                    | Clément Berthet (FRA)        | 15.                   |
| 93                    | Mikaël Cherel (FRA)          | 66.                   |
| 94                    | Stan Dewulf (BEL)            | 51.                   |
| 95                    | Dorian Godon (FRA)           | 38.                   |
| 96                    | Oliver Naesen (BEL)          | 41.                   |
| 97                    | Larry Warbasse (USA)         | 36.                   |

| EF Education-EasyPost EFE | EF Education-EasyPost EFE | EF Education-EasyPost EFE |
| ------------------------- | ------------------------- | ------------------------- |
| Nr                        | Kolarz                    | Miejsce                   |
| 101                       | Neilson Powless (USA)     | 6.                        |
| 102                       | Stefan Bissegger (SUI)    | 72.                       |
| 103                       | Owain Doull (GBR)         | 63.                       |
| 104                       | Magnus Cort Nielsen (DEN) | 61.                       |
| 105                       | Andrea Piccolo (ITA)      | DNS-5                     |
| 106                       | Thomas Scully (NZL)       | 102.                      |
| 107                       | Marijn van den Berg (NED) | DNS-5                     |

| Arkéa-Samsic ARK | Arkéa-Samsic ARK          | Arkéa-Samsic ARK |
| ---------------- | ------------------------- | ---------------- |
| Nr               | Kolarz                    | Miejsce          |
| 111              | Kévin Vauquelin (FRA)     | 18.              |
| 112              | Clément Champoussin (FRA) | 48.              |
| 113              | David Dekker (NED)        | DNF-8            |
| 114              | Thibault Guernalec (FRA)  | 117.             |
| 115              | Matis Louvel (FRA)        | 56.              |
| 116              | Daniel McLay (GBR)        | DNF-7            |
| 117              | Michel Ries (LUX)         | 37.              |

| Movistar Team MOV | Movistar Team MOV         | Movistar Team MOV |
| ----------------- | ------------------------- | ----------------- |
| Nr                | Kolarz                    | Miejsce           |
| 121               | Matteo Jorgenson (USA)    | 8.                |
| 122               | Imanol Erviti (ESP)       | 81.               |
| 123               | Iván García Cortina (ESP) | 64.               |
| 124               | Gorka Izagirre (ESP)      | 33.               |
| 125               | Mathias Norsgaard (DEN)   | 88.               |
| 126               | Max Kanter (GER)          | 106.              |
| 127               | Gregor Mühlberger (AUT)   | 31.               |

| Trek-Segafredo TFS | Trek-Segafredo TFS      | Trek-Segafredo TFS |
| ------------------ | ----------------------- | ------------------ |
| Nr                 | Kolarz                  | Miejsce            |
| 131                | Mattias Skjelmose (DEN) | DNF-7              |
| 132                | Julien Bernard (FRA)    | 39.                |
| 133                | Daan Hoole (NED)        | DNF-7              |
| 134                | Alex Kirsch (LUX)       | DNF-7              |
| 135                | Jacopo Mosca (ITA)      | 109.               |
| 136                | Mads Pedersen (DEN)     | DNF-7              |
| 137                | Otto Vergaerde (BEL)    | DNF-8              |

| Soudal Quick-Step SOQ | Soudal Quick-Step SOQ          | Soudal Quick-Step SOQ |
| --------------------- | ------------------------------ | --------------------- |
| Nr                    | Kolarz                         | Miejsce               |
| 141                   | Tim Merlier (BEL) (szosa)      | DNS-8                 |
| 142                   | Kasper Asgreen (DEN)           | DNF-7                 |
| 143                   | Rémi Cavagna (FRA)             | 35.                   |
| 144                   | Tim Declercq (BEL)             | 73.                   |
| 145                   | Yves Lampaert (BEL)            | 50.                   |
| 146                   | Mauro Schmid (SUI)             | DNS-3                 |
| 147                   | Florian Sénéchal (FRA) (szosa) | 83.                   |

| Lotto Dstny LTD | Lotto Dstny LTD                | Lotto Dstny LTD |
| --------------- | ------------------------------ | --------------- |
| Nr              | Kolarz                         | Miejsce         |
| 151             | Arnaud De Lie (BEL)            | DNS-7           |
| 152             | Cédric Beullens (BEL)          | 82.             |
| 153             | Thomas De Gendt (BEL)          | DNF-7           |
| 154             | Pascal Eenkhoorn (NED) (szosa) | 28.             |
| 155             | Jacopo Guarnieri (ITA)         | 98.             |
| 156             | Harry Sweeny (AUS)             | 62.             |
| 157             | Brent Van Moer (BEL)           | 58.             |

| TotalEnergies TEN | TotalEnergies TEN          | TotalEnergies TEN |
| ----------------- | -------------------------- | ----------------- |
| Nr                | Kolarz                     | Miejsce           |
| 161               | Pierre Latour (FRA)        | 14.               |
| 162               | Edvald Boasson Hagen (NOR) | 42.               |
| 163               | Jérémy Cabot (FRA)         | 89.               |
| 164               | Sandy Dujardin (FRA)       | 75.               |
| 165               | Alan Jousseaume (FRA)      | 78.               |
| 166               | Paul Ourselin (FRA)        | 69.               |
| 167               | Anthony Turgis (FRA)       | 113.              |

| Alpecin-Deceuninck ADC | Alpecin-Deceuninck ADC     | Alpecin-Deceuninck ADC |
| ---------------------- | -------------------------- | ---------------------- |
| Nr                     | Kolarz                     | Miejsce                |
| 171                    | Søren Kragh Andersen (DEN) | 44.                    |
| 172                    | Maurice Ballerstedt (GER)  | DNF-7                  |
| 173                    | Kaden Groves (AUS)         | 91.                    |
| 174                    | Senne Leysen (BEL)         | 111.                   |
| 175                    | Jason Osborne (GER)        | DNS-8                  |
| 176                    | Edward Planckaert (BEL)    | 99.                    |
| 177                    | Lionel Taminiaux (BEL)     | 107.                   |

| Intermarché-Circus-Wanty ICW | Intermarché-Circus-Wanty ICW | Intermarché-Circus-Wanty ICW |
| ---------------------------- | ---------------------------- | ---------------------------- |
| Nr                           | Kolarz                       | Miejsce                      |
| 181                          | Lilian Calmejane (FRA)       | 16.                          |
| 182                          | Aimé De Gendt (BEL)          | 86.                          |
| 183                          | Kobe Goossens (BEL)          | 13.                          |
| 184                          | Arne Marit (BEL)             | 96.                          |
| 185                          | Hugo Page (FRA)              | 103.                         |
| 186                          | Baptiste Planckaert (BEL)    | 87.                          |
| 187                          | Taco van der Hoorn (NED)     | 104.                         |

| Astana Qazaqstan Team AST | Astana Qazaqstan Team AST | Astana Qazaqstan Team AST |
| ------------------------- | ------------------------- | ------------------------- |
| Nr                        | Kolarz                    | Miejsce                   |
| 191                       | Luis León Sánchez (ESP)   | 24.                       |
| 192                       | Cees Bol (NED)            | DNF-8                     |
| 193                       | David de la Cruz (ESP)    | 12.                       |
| 194                       | Dmitrij Gruzdiew (KAZ)    | 114.                      |
| 195                       | Davide Martinelli (ITA)   | DNF-7                     |
| 196                       | Wadim Pronski (KAZ)       | 100.                      |
| 197                       | Javier Romo (ESP)         | 60.                       |

| Israel-Premier Tech IPT | Israel-Premier Tech IPT | Israel-Premier Tech IPT |
| ----------------------- | ----------------------- | ----------------------- |
| Nr                      | Kolarz                  | Miejsce                 |
| 201                     | Hugo Houle (CAN)        | 30.                     |
| 202                     | Sebastian Berwick (AUS) | DNF-7                   |
| 203                     | Taj Jones (AUS)         | DNS-7                   |
| 204                     | Gaj Sagiw (ISR)         | DNS-7                   |
| 205                     | Nick Schultz (AUS)      | 53.                     |
| 206                     | Tom Van Asbroeck (BEL)  | DNS-7                   |
| 207                     | Stephen Williams (GBR)  | DNF-7                   |

| Uno-X Pro Cycling Team UXT | Uno-X Pro Cycling Team UXT  | Uno-X Pro Cycling Team UXT |
| -------------------------- | --------------------------- | -------------------------- |
| Nr                         | Kolarz                      | Miejsce                    |
| 211                        | Alexander Kristoff (NOR)    | 108.                       |
| 212                        | Anthon Charmig (DEN)        | 46.                        |
| 213                        | Erik Nordsæter Resell (NOR) | 74.                        |
| 214                        | Anders Skaarseth (NOR)      | 65.                        |
| 215                        | Rasmus Tiller (NOR) (szosa) | 55.                        |
| 216                        | Søren Wærenskjold (NOR)     | DNF-7                      |
| 217                        | Jonas Gregaard (DEN)        | 76.                        |

Legenda: DNF – nie ukończył etapu, OTL – przekroczył limit czasu, DNS – nie wystartował do etapu, DSQ – zdyskwalifikowany. Numer przy skrócie oznacza etap, na którym kolarz opuścił wyścig.

## Wyniki etapów

### Etap 1
| Verrière - Verrière | pagórkowaty | (169,4 km) |

| \| Klasyfikacja etapu \| Klasyfikacja etapu \| Klasyfikacja etapu \| Klasyfikacja etapu \| Klasyfikacja etapu \| \| Kolarz \| Kolarz \| Państwo \| Drużyna \| Czas \| \| ------------------ \| ------------------- \| ------------------ \| ------------------ \| ------------------ \| \| 1. \| Tim Merlier \| Belgia \| Soudal Quick-Step \| 3h 50' 52" \| \| 2. \| Sam Bennett \| Irlandia \| Bora-Hansgrohe \| + 0" \| \| 3. \| Mads Pedersen \| Dania \| Trek-Segafredo \| + 0" \| \| 4. \| Olav Kooij \| Holandia \| Jumbo-Visma \| + 0" \| \| 5. \| Arnaud De Lie \| Belgia \| Lotto Dstny \| + 0" \| \| 6. \| Michael Matthews \| Australia \| Team Jayco AlUla \| + 0" \| \| 7. \| Bryan Coquard \| Francja \| Cofidis \| + 0" \| \| 8. \| Iván García Cortina \| Hiszpania \| Movistar Team \| + 0" \| \| 9. \| Kaden Groves \| Australia \| Alpecin-Deceuninck \| + 0" \| \| 10. \| Arnaud Démare \| Francja \| Groupama-FDJ \| + 0" \| |                     |           |                    |            |
| |                     |           |                    |            |
| Źródło: ProCyclingStats |                     |           |                    |            |
| Klasyfikacja etapu |                     |           |                    |            |
| Kolarz | Kolarz              | Państwo   | Drużyna            | Czas       |
| 1. | Tim Merlier         | Belgia    | Soudal Quick-Step  | 3h 50' 52" |
| 2. | Sam Bennett         | Irlandia  | Bora-Hansgrohe     | + 0"       |
| 3. | Mads Pedersen       | Dania     | Trek-Segafredo     | + 0"       |
| 4. | Olav Kooij          | Holandia  | Jumbo-Visma        | + 0"       |
| 5. | Arnaud De Lie       | Belgia    | Lotto Dstny        | + 0"       |
| 6. | Michael Matthews    | Australia | Team Jayco AlUla   | + 0"       |
| 7. | Bryan Coquard       | Francja   | Cofidis            | + 0"       |
| 8. | Iván García Cortina | Hiszpania | Movistar Team      | + 0"       |
| 9. | Kaden Groves        | Australia | Alpecin-Deceuninck | + 0"       |
| 10. | Arnaud Démare       | Francja   | Groupama-FDJ       | + 0"       |

| \| Klasyfikacja generalna \| Klasyfikacja generalna \| Klasyfikacja generalna \| Klasyfikacja generalna \| Klasyfikacja generalna \| \| Kolarz \| Kolarz \| Państwo \| Drużyna \| Czas \| \| ---------------------- \| ---------------------- \| ---------------------- \| ---------------------- \| ---------------------- \| \| 1. \| Tim Merlier \| Belgia \| Soudal Quick-Step \| 3h 50' 52" \| \| 2. \| Sam Bennett \| Irlandia \| Bora-Hansgrohe \| + 4" \| \| 3. \| Tadej Pogačar \| Słowenia \| UAE Team Emirates \| + 4" \| \| 4. \| Mads Pedersen \| Dania \| Trek-Segafredo \| + 6" \| \| 5. \| Pierre Latour \| Francja \| TotalEnergies \| + 6" \| \| 6. \| Dorian Godon \| Francja \| AG2R Citroën Team \| + 8" \| \| 7. \| Olav Kooij \| Holandia \| Jumbo-Visma \| + 10" \| \| 8. \| Arnaud De Lie \| Belgia \| Lotto Dstny \| + 10" \| \| 9. \| Michael Matthews \| Australia \| Team Jayco AlUla \| + 10" \| \| 10. \| Bryan Coquard \| Francja \| Cofidis \| + 10" \| |                  |           |                   |            |
| |                  |           |                   |            |
| Źródło: ProCyclingStats |                  |           |                   |            |
| Klasyfikacja generalna |                  |           |                   |            |
| Kolarz | Kolarz           | Państwo   | Drużyna           | Czas       |
| 1. | Tim Merlier      | Belgia    | Soudal Quick-Step | 3h 50' 52" |
| 2. | Sam Bennett      | Irlandia  | Bora-Hansgrohe    | + 4"       |
| 3. | Tadej Pogačar    | Słowenia  | UAE Team Emirates | + 4"       |
| 4. | Mads Pedersen    | Dania     | Trek-Segafredo    | + 6"       |
| 5. | Pierre Latour    | Francja   | TotalEnergies     | + 6"       |
| 6. | Dorian Godon     | Francja   | AG2R Citroën Team | + 8"       |
| 7. | Olav Kooij       | Holandia  | Jumbo-Visma       | + 10"      |
| 8. | Arnaud De Lie    | Belgia    | Lotto Dstny       | + 10"      |
| 9. | Michael Matthews | Australia | Team Jayco AlUla  | + 10"      |
| 10. | Bryan Coquard    | Francja   | Cofidis           | + 10"      |

### Etap 2
| Bazainville - Fontainebleau | płaski | (163,7 km) |

| \| Klasyfikacja etapu \| Klasyfikacja etapu \| Klasyfikacja etapu \| Klasyfikacja etapu \| Klasyfikacja etapu \| \| Kolarz \| Kolarz \| Państwo \| Drużyna \| Czas \| \| ------------------ \| ------------------- \| ------------------ \| --------------------- \| ------------------ \| \| 1. \| Mads Pedersen \| Dania \| Trek-Segafredo \| 3h 28' 57" \| \| 2. \| Olav Kooij \| Holandia \| Jumbo-Visma \| + 0" \| \| 3. \| Magnus Cort Nielsen \| Dania \| EF Education-EasyPost \| + 0" \| \| 4. \| Daniel McLay \| Wielka Brytania \| Arkéa-Samsic \| + 0" \| \| 5. \| Lionel Taminiaux \| Belgia \| Alpecin-Deceuninck \| + 0" \| \| 6. \| Michael Matthews \| Australia \| Team Jayco AlUla \| + 0" \| \| 7. \| Marijn van den Berg \| Holandia \| EF Education-EasyPost \| + 0" \| \| 8. \| Cees Bol \| Holandia \| Astana Qazaqstan Team \| + 0" \| \| 9. \| Alexis Renard \| Francja \| Cofidis \| + 0" \| \| 10. \| Arnaud Démare \| Francja \| Groupama-FDJ \| + 0" \| |                     |                 |                       |            |
| |                     |                 |                       |            |
| Źródło: ProCyclingStats |                     |                 |                       |            |
| Klasyfikacja etapu |                     |                 |                       |            |
| Kolarz | Kolarz              | Państwo         | Drużyna               | Czas       |
| 1. | Mads Pedersen       | Dania           | Trek-Segafredo        | 3h 28' 57" |
| 2. | Olav Kooij          | Holandia        | Jumbo-Visma           | + 0"       |
| 3. | Magnus Cort Nielsen | Dania           | EF Education-EasyPost | + 0"       |
| 4. | Daniel McLay        | Wielka Brytania | Arkéa-Samsic          | + 0"       |
| 5. | Lionel Taminiaux    | Belgia          | Alpecin-Deceuninck    | + 0"       |
| 6. | Michael Matthews    | Australia       | Team Jayco AlUla      | + 0"       |
| 7. | Marijn van den Berg | Holandia        | EF Education-EasyPost | + 0"       |
| 8. | Cees Bol            | Holandia        | Astana Qazaqstan Team | + 0"       |
| 9. | Alexis Renard       | Francja         | Cofidis               | + 0"       |
| 10. | Arnaud Démare       | Francja         | Groupama-FDJ          | + 0"       |

| \| Klasyfikacja generalna \| Klasyfikacja generalna \| Klasyfikacja generalna \| Klasyfikacja generalna \| Klasyfikacja generalna \| \| Kolarz \| Kolarz \| Państwo \| Drużyna \| Czas \| \| ---------------------- \| ---------------------- \| ---------------------- \| ---------------------- \| ---------------------- \| \| 1. \| Mads Pedersen \| Dania \| Trek-Segafredo \| 7h 19' 35" \| \| 2. \| Tadej Pogačar \| Słowenia \| UAE Team Emirates \| + 2" \| \| 3. \| Tim Merlier \| Belgia \| Soudal Quick-Step \| + 4" \| \| 4. \| Olav Kooij \| Holandia \| Jumbo-Visma \| + 8" \| \| 5. \| Sam Bennett \| Irlandia \| Bora-Hansgrohe \| + 8" \| \| 6. \| Michael Matthews \| Australia \| Team Jayco AlUla \| + 10" \| \| 7. \| Magnus Cort Nielsen \| Dania \| EF Education-EasyPost \| + 10" \| \| 8. \| Pierre Latour \| Francja \| TotalEnergies \| + 10" \| \| 9. \| Dorian Godon \| Francja \| AG2R Citroën Team \| + 12" \| \| 10. \| Nathan Van Hooydonck \| Belgia \| Jumbo-Visma \| + 12" \| |                      |           |                       |            |
| |                      |           |                       |            |
| Źródło: ProCyclingStats |                      |           |                       |            |
| Klasyfikacja generalna |                      |           |                       |            |
| Kolarz | Kolarz               | Państwo   | Drużyna               | Czas       |
| 1. | Mads Pedersen        | Dania     | Trek-Segafredo        | 7h 19' 35" |
| 2. | Tadej Pogačar        | Słowenia  | UAE Team Emirates     | + 2"       |
| 3. | Tim Merlier          | Belgia    | Soudal Quick-Step     | + 4"       |
| 4. | Olav Kooij           | Holandia  | Jumbo-Visma           | + 8"       |
| 5. | Sam Bennett          | Irlandia  | Bora-Hansgrohe        | + 8"       |
| 6. | Michael Matthews     | Australia | Team Jayco AlUla      | + 10"      |
| 7. | Magnus Cort Nielsen  | Dania     | EF Education-EasyPost | + 10"      |
| 8. | Pierre Latour        | Francja   | TotalEnergies         | + 10"      |
| 9. | Dorian Godon         | Francja   | AG2R Citroën Team     | + 12"      |
| 10. | Nathan Van Hooydonck | Belgia    | Jumbo-Visma           | + 12"      |

### Etap 3
| Dampierre-en-Burly - Dampierre-en-Burly | jazda drużynowa na czas | (32,2 km) |

| \| Klasyfikacja etapu \| Klasyfikacja etapu \| Klasyfikacja etapu \| Klasyfikacja etapu \| Klasyfikacja etapu \| \| Kolarz \| Kolarz \| Państwo \| Drużyna \| Czas \| \| ------------------ \| --------------------- \| ------------------ \| ------------------ \| ------------------ \| \| 1. \| Jumbo-Visma \| \| \| 33' 55" \| \| 2. \| EF Education-EasyPost \| \| \| + 1" \| \| 3. \| Team Jayco AlUla \| \| \| + 4" \| \| 4. \| Groupama-FDJ \| \| \| + 14" \| \| 5. \| UAE Team Emirates \| \| \| + 23" \| \| 6. \| Bora-Hansgrohe \| \| \| + 25" \| \| 7. \| Soudal Quick-Step \| \| \| + 39" \| \| 8. \| Trek-Segafredo \| \| \| + 45" \| \| 9. \| Bahrain Victorious \| \| \| + 47" \| \| 10. \| Ineos Grenadiers \| \| \| + 48" \| |                       |         |         |         |
| |                       |         |         |         |
| Źródło: ProCyclingStats |                       |         |         |         |
| Klasyfikacja etapu |                       |         |         |         |
| Kolarz | Kolarz                | Państwo | Drużyna | Czas    |
| 1. | Jumbo-Visma           |         |         | 33' 55" |
| 2. | EF Education-EasyPost |         |         | + 1"    |
| 3. | Team Jayco AlUla      |         |         | + 4"    |
| 4. | Groupama-FDJ          |         |         | + 14"   |
| 5. | UAE Team Emirates     |         |         | + 23"   |
| 6. | Bora-Hansgrohe        |         |         | + 25"   |
| 7. | Soudal Quick-Step     |         |         | + 39"   |
| 8. | Trek-Segafredo        |         |         | + 45"   |
| 9. | Bahrain Victorious    |         |         | + 47"   |
| 10. | Ineos Grenadiers      |         |         | + 48"   |

| \| Klasyfikacja generalna \| Klasyfikacja generalna \| Klasyfikacja generalna \| Klasyfikacja generalna \| Klasyfikacja generalna \| \| Kolarz \| Kolarz \| Państwo \| Drużyna \| Czas \| \| ---------------------- \| ---------------------- \| ---------------------- \| ---------------------- \| ---------------------- \| \| 1. \| Magnus Cort Nielsen \| Dania \| EF Education-EasyPost \| \| \| 2. \| Nathan Van Hooydonck \| Belgia \| Jumbo-Visma \| + 1" \| \| 3. \| Michael Matthews \| Australia \| Team Jayco AlUla \| + 3" \| \| 4. \| Jan Tratnik \| Słowenia \| Jumbo-Visma \| + 3" \| \| 5. \| Jonas Vingegaard \| Dania \| Jumbo-Visma \| + 3" \| \| 6. \| Simon Yates \| Wielka Brytania \| Team Jayco AlUla \| + 7" \| \| 7. \| Neilson Powless \| Stany Zjednoczone \| EF Education-EasyPost \| + 8" \| \| 8. \| Tobias Foss \| Norwegia \| Jumbo-Visma \| + 8" \| \| 9. \| Kelland O’Brien \| Australia \| Team Jayco AlUla \| + 11" \| \| 10. \| Tadej Pogačar \| Słowenia \| UAE Team Emirates \| + 14" \| |                      |                   |                       |       |
| |                      |                   |                       |       |
| Źródło: ProCyclingStats |                      |                   |                       |       |
| Klasyfikacja generalna |                      |                   |                       |       |
| Kolarz | Kolarz               | Państwo           | Drużyna               | Czas  |
| 1. | Magnus Cort Nielsen  | Dania             | EF Education-EasyPost |       |
| 2. | Nathan Van Hooydonck | Belgia            | Jumbo-Visma           | + 1"  |
| 3. | Michael Matthews     | Australia         | Team Jayco AlUla      | + 3"  |
| 4. | Jan Tratnik          | Słowenia          | Jumbo-Visma           | + 3"  |
| 5. | Jonas Vingegaard     | Dania             | Jumbo-Visma           | + 3"  |
| 6. | Simon Yates          | Wielka Brytania   | Team Jayco AlUla      | + 7"  |
| 7. | Neilson Powless      | Stany Zjednoczone | EF Education-EasyPost | + 8"  |
| 8. | Tobias Foss          | Norwegia          | Jumbo-Visma           | + 8"  |
| 9. | Kelland O’Brien      | Australia         | Team Jayco AlUla      | + 11" |
| 10. | Tadej Pogačar        | Słowenia          | UAE Team Emirates     | + 14" |

### Etap 4
| Saint-Amand-Montrond - La Loge des Gardes | górzysty | (164,7 km) |

| \| Klasyfikacja etapu \| Klasyfikacja etapu \| Klasyfikacja etapu \| Klasyfikacja etapu \| Klasyfikacja etapu \| \| Kolarz \| Kolarz \| Państwo \| Drużyna \| Czas \| \| ------------------ \| ---------------------- \| ------------------ \| ------------------ \| ------------------ \| \| 1. \| Tadej Pogačar \| Słowenia \| UAE Team Emirates \| 4h 01' 17" \| \| 2. \| David Gaudu \| Francja \| Groupama-FDJ \| + 1" \| \| 3. \| Gino Mäder \| Szwajcaria \| Bahrain Victorious \| + 34" \| \| 4. \| Aurélien Paret-Peintre \| Francja \| AG2R Citroën Team \| + 42" \| \| 5. \| Kévin Vauquelin \| Francja \| Arkéa-Samsic \| + 43" \| \| 6. \| Jonas Vingegaard \| Dania \| Jumbo-Visma \| + 43" \| \| 7. \| Romain Bardet \| Francja \| Team DSM \| + 51" \| \| 8. \| Daniel Felipe Martínez \| Kolumbia \| Ineos Grenadiers \| + 51" \| \| 9. \| Simon Yates \| Wielka Brytania \| Team Jayco AlUla \| + 51" \| \| 10. \| Matteo Jorgenson \| Stany Zjednoczone \| Movistar Team \| + 51" \| |                        |                   |                    |            |
| |                        |                   |                    |            |
| Źródło: ProCyclingStats |                        |                   |                    |            |
| Klasyfikacja etapu |                        |                   |                    |            |
| Kolarz | Kolarz                 | Państwo           | Drużyna            | Czas       |
| 1. | Tadej Pogačar          | Słowenia          | UAE Team Emirates  | 4h 01' 17" |
| 2. | David Gaudu            | Francja           | Groupama-FDJ       | + 1"       |
| 3. | Gino Mäder             | Szwajcaria        | Bahrain Victorious | + 34"      |
| 4. | Aurélien Paret-Peintre | Francja           | AG2R Citroën Team  | + 42"      |
| 5. | Kévin Vauquelin        | Francja           | Arkéa-Samsic       | + 43"      |
| 6. | Jonas Vingegaard       | Dania             | Jumbo-Visma        | + 43"      |
| 7. | Romain Bardet          | Francja           | Team DSM           | + 51"      |
| 8. | Daniel Felipe Martínez | Kolumbia          | Ineos Grenadiers   | + 51"      |
| 9. | Simon Yates            | Wielka Brytania   | Team Jayco AlUla   | + 51"      |
| 10. | Matteo Jorgenson       | Stany Zjednoczone | Movistar Team      | + 51"      |

| \| Klasyfikacja generalna \| Klasyfikacja generalna \| Klasyfikacja generalna \| Klasyfikacja generalna \| Klasyfikacja generalna \| \| Kolarz \| Kolarz \| Państwo \| Drużyna \| Czas \| \| ---------------------- \| ---------------------- \| ---------------------- \| ---------------------- \| ---------------------- \| \| 1. \| Tadej Pogačar \| Słowenia \| UAE Team Emirates \| 11h 55' 00" \| \| 2. \| David Gaudu \| Francja \| Groupama-FDJ \| + 10" \| \| 3. \| Jonas Vingegaard \| Dania \| Jumbo-Visma \| + 44" \| \| 4. \| Simon Yates \| Wielka Brytania \| Team Jayco AlUla \| + 56" \| \| 5. \| Gino Mäder \| Szwajcaria \| Bahrain Victorious \| + 1' 19" \| \| 6. \| Romain Bardet \| Francja \| Team DSM \| + 1' 40" \| \| 7. \| Daniel Felipe Martínez \| Kolumbia \| Ineos Grenadiers \| + 1' 40" \| \| 8. \| Matteo Jorgenson \| Stany Zjednoczone \| Movistar Team \| + 1' 42" \| \| 9. \| Neilson Powless \| Stany Zjednoczone \| EF Education-EasyPost \| + 1' 44" \| \| 10. \| Matteo Sobrero \| Włochy \| Team Jayco AlUla \| + 1' 54" \| |                        |                   |                       |             |
| |                        |                   |                       |             |
| Źródło: ProCyclingStats |                        |                   |                       |             |
| Klasyfikacja generalna |                        |                   |                       |             |
| Kolarz | Kolarz                 | Państwo           | Drużyna               | Czas        |
| 1. | Tadej Pogačar          | Słowenia          | UAE Team Emirates     | 11h 55' 00" |
| 2. | David Gaudu            | Francja           | Groupama-FDJ          | + 10"       |
| 3. | Jonas Vingegaard       | Dania             | Jumbo-Visma           | + 44"       |
| 4. | Simon Yates            | Wielka Brytania   | Team Jayco AlUla      | + 56"       |
| 5. | Gino Mäder             | Szwajcaria        | Bahrain Victorious    | + 1' 19"    |
| 6. | Romain Bardet          | Francja           | Team DSM              | + 1' 40"    |
| 7. | Daniel Felipe Martínez | Kolumbia          | Ineos Grenadiers      | + 1' 40"    |
| 8. | Matteo Jorgenson       | Stany Zjednoczone | Movistar Team         | + 1' 42"    |
| 9. | Neilson Powless        | Stany Zjednoczone | EF Education-EasyPost | + 1' 44"    |
| 10. | Matteo Sobrero         | Włochy            | Team Jayco AlUla      | + 1' 54"    |

### Etap 5
| Saint-Symphorien-sur-Coise - Saint-Paul-Trois-Châteaux | pagórkowaty | (212,4 km) |

| \| Klasyfikacja etapu \| Klasyfikacja etapu \| Klasyfikacja etapu \| Klasyfikacja etapu \| Klasyfikacja etapu \| \| Kolarz \| Kolarz \| Państwo \| Drużyna \| Czas \| \| ------------------ \| ------------------ \| ------------------ \| ------------------------ \| ------------------ \| \| 1. \| Olav Kooij \| Holandia \| Jumbo-Visma \| 5h 19' 54" \| \| 2. \| Mads Pedersen \| Dania \| Trek-Segafredo \| + 0" \| \| 3. \| Tim Merlier \| Belgia \| Soudal Quick-Step \| + 0" \| \| 4. \| Matteo Trentin \| Włochy \| UAE Team Emirates \| + 0" \| \| 5. \| Max Kanter \| Niemcy \| Movistar Team \| + 0" \| \| 6. \| Bryan Coquard \| Francja \| Cofidis \| + 0" \| \| 7. \| Sam Bennett \| Irlandia \| Bora-Hansgrohe \| + 0" \| \| 8. \| Arne Marit \| Belgia \| Intermarché-Circus-Wanty \| + 0" \| \| 9. \| Hugo Page \| Francja \| Intermarché-Circus-Wanty \| + 0" \| \| 10. \| Cees Bol \| Holandia \| Astana Qazaqstan Team \| + 0" \| |                |          |                          |            |
| |                |          |                          |            |
| Źródło: ProCyclingStats |                |          |                          |            |
| Klasyfikacja etapu |                |          |                          |            |
| Kolarz | Kolarz         | Państwo  | Drużyna                  | Czas       |
| 1. | Olav Kooij     | Holandia | Jumbo-Visma              | 5h 19' 54" |
| 2. | Mads Pedersen  | Dania    | Trek-Segafredo           | + 0"       |
| 3. | Tim Merlier    | Belgia   | Soudal Quick-Step        | + 0"       |
| 4. | Matteo Trentin | Włochy   | UAE Team Emirates        | + 0"       |
| 5. | Max Kanter     | Niemcy   | Movistar Team            | + 0"       |
| 6. | Bryan Coquard  | Francja  | Cofidis                  | + 0"       |
| 7. | Sam Bennett    | Irlandia | Bora-Hansgrohe           | + 0"       |
| 8. | Arne Marit     | Belgia   | Intermarché-Circus-Wanty | + 0"       |
| 9. | Hugo Page      | Francja  | Intermarché-Circus-Wanty | + 0"       |
| 10. | Cees Bol       | Holandia | Astana Qazaqstan Team    | + 0"       |

| \| Klasyfikacja generalna \| Klasyfikacja generalna \| Klasyfikacja generalna \| Klasyfikacja generalna \| Klasyfikacja generalna \| \| Kolarz \| Kolarz \| Państwo \| Drużyna \| Czas \| \| ---------------------- \| ---------------------- \| ---------------------- \| ---------------------- \| ---------------------- \| \| 1. \| Tadej Pogačar \| Słowenia \| UAE Team Emirates \| 17h 14' 52" \| \| 2. \| David Gaudu \| Francja \| Groupama-FDJ \| + 6" \| \| 3. \| Jonas Vingegaard \| Dania \| Jumbo-Visma \| + 46" \| \| 4. \| Simon Yates \| Wielka Brytania \| Team Jayco AlUla \| + 58" \| \| 5. \| Gino Mäder \| Szwajcaria \| Bahrain Victorious \| + 1' 21" \| \| 6. \| Romain Bardet \| Francja \| Team DSM \| + 1' 42" \| \| 7. \| Daniel Felipe Martínez \| Kolumbia \| Ineos Grenadiers \| + 1' 42" \| \| 8. \| Matteo Jorgenson \| Stany Zjednoczone \| Movistar Team \| + 1' 44" \| \| 9. \| Neilson Powless \| Stany Zjednoczone \| EF Education-EasyPost \| + 1' 46" \| \| 10. \| Matteo Sobrero \| Włochy \| Team Jayco AlUla \| + 1' 56" \| |                        |                   |                       |             |
| |                        |                   |                       |             |
| Źródło: ProCyclingStats |                        |                   |                       |             |
| Klasyfikacja generalna |                        |                   |                       |             |
| Kolarz | Kolarz                 | Państwo           | Drużyna               | Czas        |
| 1. | Tadej Pogačar          | Słowenia          | UAE Team Emirates     | 17h 14' 52" |
| 2. | David Gaudu            | Francja           | Groupama-FDJ          | + 6"        |
| 3. | Jonas Vingegaard       | Dania             | Jumbo-Visma           | + 46"       |
| 4. | Simon Yates            | Wielka Brytania   | Team Jayco AlUla      | + 58"       |
| 5. | Gino Mäder             | Szwajcaria        | Bahrain Victorious    | + 1' 21"    |
| 6. | Romain Bardet          | Francja           | Team DSM              | + 1' 42"    |
| 7. | Daniel Felipe Martínez | Kolumbia          | Ineos Grenadiers      | + 1' 42"    |
| 8. | Matteo Jorgenson       | Stany Zjednoczone | Movistar Team         | + 1' 44"    |
| 9. | Neilson Powless        | Stany Zjednoczone | EF Education-EasyPost | + 1' 46"    |
| 10. | Matteo Sobrero         | Włochy            | Team Jayco AlUla      | + 1' 56"    |

### Etap 6
| Tourves - La Colle-sur-Loup | pagórkowaty | (197,4 km) |

| \| Klasyfikacja etapu \| Klasyfikacja etapu \| Klasyfikacja etapu \| Klasyfikacja etapu \| Klasyfikacja etapu \| \| Kolarz \| Kolarz \| Państwo \| Drużyna \| Czas \| \| ------------------ \| ------------------ \| ------------------ \| ------------------ \| ------------------ \| |        |         |         |      |
| |        |         |         |      |
| Źródło: ProCyclingStats |        |         |         |      |
| Klasyfikacja etapu |        |         |         |      |
| Kolarz | Kolarz | Państwo | Drużyna | Czas |

| \| Klasyfikacja generalna \| Klasyfikacja generalna \| Klasyfikacja generalna \| Klasyfikacja generalna \| Klasyfikacja generalna \| \| Kolarz \| Kolarz \| Państwo \| Drużyna \| Czas \| \| ---------------------- \| ---------------------- \| ---------------------- \| ---------------------- \| ---------------------- \| |        |         |         |      |
| |        |         |         |      |
| Źródło: ProCyclingStats |        |         |         |      |
| Klasyfikacja generalna |        |         |         |      |
| Kolarz | Kolarz | Państwo | Drużyna | Czas |

### Etap 7
| Nicea - Col de la Couillole | górski | (142,9 km) |

| \| Klasyfikacja etapu \| Klasyfikacja etapu \| Klasyfikacja etapu \| Klasyfikacja etapu \| Klasyfikacja etapu \| \| Kolarz \| Kolarz \| Państwo \| Drużyna \| Czas \| \| ------------------ \| ------------------ \| ------------------ \| --------------------- \| ------------------ \| \| 1. \| Tadej Pogačar \| Słowenia \| UAE Team Emirates \| 3h 56' 08" \| \| 2. \| David Gaudu \| Francja \| Groupama-FDJ \| + 2" \| \| 3. \| Jonas Vingegaard \| Dania \| Jumbo-Visma \| + 6" \| \| 4. \| Simon Yates \| Wielka Brytania \| Team Jayco AlUla \| + 19" \| \| 5. \| Neilson Powless \| Stany Zjednoczone \| EF Education-EasyPost \| + 24" \| \| 6. \| Gino Mäder \| Szwajcaria \| Bahrain Victorious \| + 28" \| \| 7. \| Romain Bardet \| Francja \| Team DSM \| + 30" \| \| 8. \| Pawieł Siwakow \| Francja \| Ineos Grenadiers \| + 38" \| \| 9. \| Matteo Jorgenson \| Stany Zjednoczone \| Movistar Team \| + 38" \| \| 10. \| Pierre Latour \| Francja \| TotalEnergies \| + 53" \| |                  |                   |                       |            |
| |                  |                   |                       |            |
| Źródło: ProCyclingStats |                  |                   |                       |            |
| Klasyfikacja etapu |                  |                   |                       |            |
| Kolarz | Kolarz           | Państwo           | Drużyna               | Czas       |
| 1. | Tadej Pogačar    | Słowenia          | UAE Team Emirates     | 3h 56' 08" |
| 2. | David Gaudu      | Francja           | Groupama-FDJ          | + 2"       |
| 3. | Jonas Vingegaard | Dania             | Jumbo-Visma           | + 6"       |
| 4. | Simon Yates      | Wielka Brytania   | Team Jayco AlUla      | + 19"      |
| 5. | Neilson Powless  | Stany Zjednoczone | EF Education-EasyPost | + 24"      |
| 6. | Gino Mäder       | Szwajcaria        | Bahrain Victorious    | + 28"      |
| 7. | Romain Bardet    | Francja           | Team DSM              | + 30"      |
| 8. | Pawieł Siwakow   | Francja           | Ineos Grenadiers      | + 38"      |
| 9. | Matteo Jorgenson | Stany Zjednoczone | Movistar Team         | + 38"      |
| 10. | Pierre Latour    | Francja           | TotalEnergies         | + 53"      |

| \| Klasyfikacja generalna \| Klasyfikacja generalna \| Klasyfikacja generalna \| Klasyfikacja generalna \| Klasyfikacja generalna \| \| Kolarz \| Kolarz \| Państwo \| Drużyna \| Czas \| \| ---------------------- \| ---------------------- \| ---------------------- \| ---------------------- \| ---------------------- \| \| 1. \| Tadej Pogačar \| Słowenia \| UAE Team Emirates \| 21h 10' 50" \| \| 2. \| David Gaudu \| Francja \| Groupama-FDJ \| + 12" \| \| 3. \| Jonas Vingegaard \| Dania \| Jumbo-Visma \| + 58" \| \| 4. \| Simon Yates \| Wielka Brytania \| Team Jayco AlUla \| + 1' 27" \| \| 5. \| Gino Mäder \| Szwajcaria \| Bahrain Victorious \| + 1' 59" \| \| 6. \| Neilson Powless \| Stany Zjednoczone \| EF Education-EasyPost \| + 2' 20" \| \| 7. \| Romain Bardet \| Francja \| Team DSM \| + 2' 22" \| \| 8. \| Matteo Jorgenson \| Stany Zjednoczone \| Movistar Team \| + 2' 32" \| \| 9. \| Pawieł Siwakow \| Francja \| Ineos Grenadiers \| + 3' 08" \| \| 10. \| Pierre Latour \| Francja \| TotalEnergies \| + 3' 17" \| |                  |                   |                       |             |
| |                  |                   |                       |             |
| Źródło: ProCyclingStats |                  |                   |                       |             |
| Klasyfikacja generalna |                  |                   |                       |             |
| Kolarz | Kolarz           | Państwo           | Drużyna               | Czas        |
| 1. | Tadej Pogačar    | Słowenia          | UAE Team Emirates     | 21h 10' 50" |
| 2. | David Gaudu      | Francja           | Groupama-FDJ          | + 12"       |
| 3. | Jonas Vingegaard | Dania             | Jumbo-Visma           | + 58"       |
| 4. | Simon Yates      | Wielka Brytania   | Team Jayco AlUla      | + 1' 27"    |
| 5. | Gino Mäder       | Szwajcaria        | Bahrain Victorious    | + 1' 59"    |
| 6. | Neilson Powless  | Stany Zjednoczone | EF Education-EasyPost | + 2' 20"    |
| 7. | Romain Bardet    | Francja           | Team DSM              | + 2' 22"    |
| 8. | Matteo Jorgenson | Stany Zjednoczone | Movistar Team         | + 2' 32"    |
| 9. | Pawieł Siwakow   | Francja           | Ineos Grenadiers      | + 3' 08"    |
| 10. | Pierre Latour    | Francja           | TotalEnergies         | + 3' 17"    |

### Etap 8
| Nicea - Nicea | górski | (118,4 km) |

| \| Klasyfikacja etapu \| Klasyfikacja etapu \| Klasyfikacja etapu \| Klasyfikacja etapu \| Klasyfikacja etapu \| \| Kolarz \| Kolarz \| Państwo \| Drużyna \| Czas \| \| ------------------ \| ------------------ \| ------------------ \| --------------------- \| ------------------ \| \| 1. \| Tadej Pogačar \| Słowenia \| UAE Team Emirates \| 2h 51' 02" \| \| 2. \| Jonas Vingegaard \| Dania \| Jumbo-Visma \| + 33" \| \| 3. \| David Gaudu \| Francja \| Groupama-FDJ \| + 33" \| \| 4. \| Simon Yates \| Wielka Brytania \| Team Jayco AlUla \| + 33" \| \| 5. \| Matteo Jorgenson \| Stany Zjednoczone \| Movistar Team \| + 33" \| \| 6. \| Neilson Powless \| Stany Zjednoczone \| EF Education-EasyPost \| + 43" \| \| 7. \| Pawieł Siwakow \| Francja \| Ineos Grenadiers \| + 43" \| \| 8. \| Romain Bardet \| Francja \| Team DSM \| + 43" \| \| 9. \| Jack Haig \| Australia \| Bahrain Victorious \| + 43" \| \| 10. \| Gino Mäder \| Szwajcaria \| Bahrain Victorious \| + 43" \| |                  |                   |                       |            |
| |                  |                   |                       |            |
| Źródło: ProCyclingStats |                  |                   |                       |            |
| Klasyfikacja etapu |                  |                   |                       |            |
| Kolarz | Kolarz           | Państwo           | Drużyna               | Czas       |
| 1. | Tadej Pogačar    | Słowenia          | UAE Team Emirates     | 2h 51' 02" |
| 2. | Jonas Vingegaard | Dania             | Jumbo-Visma           | + 33"      |
| 3. | David Gaudu      | Francja           | Groupama-FDJ          | + 33"      |
| 4. | Simon Yates      | Wielka Brytania   | Team Jayco AlUla      | + 33"      |
| 5. | Matteo Jorgenson | Stany Zjednoczone | Movistar Team         | + 33"      |
| 6. | Neilson Powless  | Stany Zjednoczone | EF Education-EasyPost | + 43"      |
| 7. | Pawieł Siwakow   | Francja           | Ineos Grenadiers      | + 43"      |
| 8. | Romain Bardet    | Francja           | Team DSM              | + 43"      |
| 9. | Jack Haig        | Australia         | Bahrain Victorious    | + 43"      |
| 10. | Gino Mäder       | Szwajcaria        | Bahrain Victorious    | + 43"      |

## Klasyfikacje końcowe

### Klasyfikacja generalna
| \| Klasyfikacja generalna \| Klasyfikacja generalna \| Klasyfikacja generalna \| Klasyfikacja generalna \| Klasyfikacja generalna \| \| Kolarz \| Kolarz \| Państwo \| Drużyna \| Czas \| \| ---------------------- \| ---------------------- \| ---------------------- \| ---------------------- \| ---------------------- \| \| 1. \| Tadej Pogačar \| Słowenia \| UAE Team Emirates \| 24h 01' 38" \| \| 2. \| David Gaudu \| Francja \| Groupama-FDJ \| + 53" \| \| 3. \| Jonas Vingegaard \| Dania \| Jumbo-Visma \| + 1' 39" \| \| 4. \| Simon Yates \| Wielka Brytania \| Team Jayco AlUla \| + 2' 14" \| \| 5. \| Gino Mäder \| Szwajcaria \| Bahrain Victorious \| + 2' 56" \| \| 6. \| Neilson Powless \| Stany Zjednoczone \| EF Education-EasyPost \| + 3' 17" \| \| 7. \| Romain Bardet \| Francja \| Team DSM \| + 3' 19" \| \| 8. \| Matteo Jorgenson \| Stany Zjednoczone \| Movistar Team \| + 3' 19" \| \| 9. \| Pawieł Siwakow \| Francja \| Ineos Grenadiers \| + 4' 05" \| \| 10. \| Jack Haig \| Australia \| Bahrain Victorious \| + 4' 56" \| |                  |                   |                       |             |
| |                  |                   |                       |             |
| Źródło: ProCyclingStats |                  |                   |                       |             |
| Klasyfikacja generalna |                  |                   |                       |             |
| Kolarz | Kolarz           | Państwo           | Drużyna               | Czas        |
| 1. | Tadej Pogačar    | Słowenia          | UAE Team Emirates     | 24h 01' 38" |
| 2. | David Gaudu      | Francja           | Groupama-FDJ          | + 53"       |
| 3. | Jonas Vingegaard | Dania             | Jumbo-Visma           | + 1' 39"    |
| 4. | Simon Yates      | Wielka Brytania   | Team Jayco AlUla      | + 2' 14"    |
| 5. | Gino Mäder       | Szwajcaria        | Bahrain Victorious    | + 2' 56"    |
| 6. | Neilson Powless  | Stany Zjednoczone | EF Education-EasyPost | + 3' 17"    |
| 7. | Romain Bardet    | Francja           | Team DSM              | + 3' 19"    |
| 8. | Matteo Jorgenson | Stany Zjednoczone | Movistar Team         | + 3' 19"    |
| 9. | Pawieł Siwakow   | Francja           | Ineos Grenadiers      | + 4' 05"    |
| 10. | Jack Haig        | Australia         | Bahrain Victorious    | + 4' 56"    |

| Klasyfikacja punktowa | Klasyfikacja punktowa | Klasyfikacja punktowa | Klasyfikacja punktowa | Klasyfikacja punktowa |
| Kolarz                | Kolarz                | Państwo               | Drużyna               | Punkty                |
| --------------------- | --------------------- | --------------------- | --------------------- | --------------------- |
| 1.                    | Tadej Pogačar         | Słowenia              | UAE Team Emirates     | 65 pkt                |
| 2.                    | David Gaudu           | Francja               | Groupama-FDJ          | 41 pkt                |
| 3.                    | Olav Kooij            | Holandia              | Jumbo-Visma           | 34 pkt                |
| 4.                    | Jonas Vingegaard      | Dania                 | Jumbo-Visma           | 26 pkt                |
| 5.                    | Simon Yates           | Wielka Brytania       | Team Jayco AlUla      | 16 pkt                |
| 6.                    | Gino Mäder            | Szwajcaria            | Bahrain Victorious    | 15 pkt                |
| 7.                    | Neilson Powless       | Stany Zjednoczone     | EF Education-EasyPost | 11 pkt                |
| 8.                    | Romain Bardet         | Francja               | Team DSM              | 11 pkt                |
| 9.                    | Matteo Jorgenson      | Stany Zjednoczone     | Movistar Team         | 9 pkt                 |
| 10.                   | Magnus Cort Nielsen   | Dania                 | EF Education-EasyPost | 9 pkt                 |

| Klasyfikacja punktowa | Klasyfikacja punktowa | Klasyfikacja punktowa | Klasyfikacja punktowa | Klasyfikacja punktowa |
| Kolarz                | Kolarz                | Państwo               | Drużyna               | Punkty                |
| --------------------- | --------------------- | --------------------- | --------------------- | --------------------- |
| 1.                    | Tadej Pogačar         | Słowenia              | UAE Team Emirates     | 65 pkt                |
| 2.                    | David Gaudu           | Francja               | Groupama-FDJ          | 41 pkt                |
| 3.                    | Olav Kooij            | Holandia              | Jumbo-Visma           | 34 pkt                |
| 4.                    | Jonas Vingegaard      | Dania                 | Jumbo-Visma           | 26 pkt                |
| 5.                    | Simon Yates           | Wielka Brytania       | Team Jayco AlUla      | 16 pkt                |
| 6.                    | Gino Mäder            | Szwajcaria            | Bahrain Victorious    | 15 pkt                |
| 7.                    | Neilson Powless       | Stany Zjednoczone     | EF Education-EasyPost | 11 pkt                |
| 8.                    | Romain Bardet         | Francja               | Team DSM              | 11 pkt                |
| 9.                    | Matteo Jorgenson      | Stany Zjednoczone     | Movistar Team         | 9 pkt                 |
| 10.                   | Magnus Cort Nielsen   | Dania                 | EF Education-EasyPost | 9 pkt                 |

| Klasyfikacja górska | Klasyfikacja górska | Klasyfikacja górska | Klasyfikacja górska    | Klasyfikacja górska |
| Kolarz              | Kolarz              | Państwo             | Drużyna                | Punkty              |
| ------------------- | ------------------- | ------------------- | ---------------------- | ------------------- |
| 1.                  | Jonas Gregaard      | Dania               | Uno-X Pro Cycling Team | 45 pkt              |
| 2.                  | Tadej Pogačar       | Słowenia            | UAE Team Emirates      | 32 pkt              |
| 3.                  | David Gaudu         | Francja             | Groupama-FDJ           | 15 pkt              |
| 4.                  | Pascal Eenkhoorn    | Holandia            | Lotto Dstny            | 11 pkt              |
| 5.                  | Wout Poels          | Holandia            | Bahrain Victorious     | 10 pkt              |
| 6.                  | David de la Cruz    | Hiszpania           | Astana Qazaqstan Team  | 9 pkt               |
| 7.                  | Sandy Dujardin      | Francja             | TotalEnergies          | 8 pkt               |
| 8.                  | Jonas Vingegaard    | Dania               | Jumbo-Visma            | 5 pkt               |
| 9.                  | Oliver Naesen       | Belgia              | AG2R Citroën Team      | 5 pkt               |
| 10.                 | Anders Skaarseth    | Norwegia            | Uno-X Pro Cycling Team | 5 pkt               |

| Klasyfikacja górska | Klasyfikacja górska | Klasyfikacja górska | Klasyfikacja górska    | Klasyfikacja górska |
| Kolarz              | Kolarz              | Państwo             | Drużyna                | Punkty              |
| ------------------- | ------------------- | ------------------- | ---------------------- | ------------------- |
| 1.                  | Jonas Gregaard      | Dania               | Uno-X Pro Cycling Team | 45 pkt              |
| 2.                  | Tadej Pogačar       | Słowenia            | UAE Team Emirates      | 32 pkt              |
| 3.                  | David Gaudu         | Francja             | Groupama-FDJ           | 15 pkt              |
| 4.                  | Pascal Eenkhoorn    | Holandia            | Lotto Dstny            | 11 pkt              |
| 5.                  | Wout Poels          | Holandia            | Bahrain Victorious     | 10 pkt              |
| 6.                  | David de la Cruz    | Hiszpania           | Astana Qazaqstan Team  | 9 pkt               |
| 7.                  | Sandy Dujardin      | Francja             | TotalEnergies          | 8 pkt               |
| 8.                  | Jonas Vingegaard    | Dania               | Jumbo-Visma            | 5 pkt               |
| 9.                  | Oliver Naesen       | Belgia              | AG2R Citroën Team      | 5 pkt               |
| 10.                 | Anders Skaarseth    | Norwegia            | Uno-X Pro Cycling Team | 5 pkt               |

| Klasyfikacja młodzieżowa | Klasyfikacja młodzieżowa | Klasyfikacja młodzieżowa | Klasyfikacja młodzieżowa | Klasyfikacja młodzieżowa |
| Kolarz                   | Kolarz                   | Państwo                  | Drużyna                  | Czas                     |
| ------------------------ | ------------------------ | ------------------------ | ------------------------ | ------------------------ |
| 1.                       | Tadej Pogačar            | Słowenia                 | UAE Team Emirates        | 24h 01' 38"              |
| 2.                       | Matteo Jorgenson         | Stany Zjednoczone        | Movistar Team            | + 3' 19"                 |
| 3.                       | Kévin Vauquelin          | Francja                  | Arkéa-Samsic             | + 14' 52"                |
| 4.                       | Michel Ries              | Luksemburg               | Arkéa-Samsic             | + 35' 50"                |
| 5.                       | Anthon Charmig           | Dania                    | Uno-X Pro Cycling Team   | + 41' 20"                |
| 6.                       | Kevin Vermaerke          | Stany Zjednoczone        | Team DSM                 | + 43' 04"                |
| 7.                       | Clément Champoussin      | Francja                  | Arkéa-Samsic             | + 43' 16"                |
| 8.                       | Matis Louvel             | Francja                  | Arkéa-Samsic             | + 51' 26"                |
| 9.                       | Matthew Dinham           | Australia                | Team DSM                 | + 51' 48"                |
| 10.                      | Brent Van Moer           | Belgia                   | Lotto Dstny              | + 51' 48"                |

| Klasyfikacja młodzieżowa | Klasyfikacja młodzieżowa | Klasyfikacja młodzieżowa | Klasyfikacja młodzieżowa | Klasyfikacja młodzieżowa |
| Kolarz                   | Kolarz                   | Państwo                  | Drużyna                  | Czas                     |
| ------------------------ | ------------------------ | ------------------------ | ------------------------ | ------------------------ |
| 1.                       | Tadej Pogačar            | Słowenia                 | UAE Team Emirates        | 24h 01' 38"              |
| 2.                       | Matteo Jorgenson         | Stany Zjednoczone        | Movistar Team            | + 3' 19"                 |
| 3.                       | Kévin Vauquelin          | Francja                  | Arkéa-Samsic             | + 14' 52"                |
| 4.                       | Michel Ries              | Luksemburg               | Arkéa-Samsic             | + 35' 50"                |
| 5.                       | Anthon Charmig           | Dania                    | Uno-X Pro Cycling Team   | + 41' 20"                |
| 6.                       | Kevin Vermaerke          | Stany Zjednoczone        | Team DSM                 | + 43' 04"                |
| 7.                       | Clément Champoussin      | Francja                  | Arkéa-Samsic             | + 43' 16"                |
| 8.                       | Matis Louvel             | Francja                  | Arkéa-Samsic             | + 51' 26"                |
| 9.                       | Matthew Dinham           | Australia                | Team DSM                 | + 51' 48"                |
| 10.                      | Brent Van Moer           | Belgia                   | Lotto Dstny              | + 51' 48"                |

| Klasyfikacja drużynowa | Klasyfikacja drużynowa   | Klasyfikacja drużynowa | Klasyfikacja drużynowa |
| Drużyna                | Drużyna                  | Państwo                | Czas                   |
| ---------------------- | ------------------------ | ---------------------- | ---------------------- |
| 1.                     | Team Jayco AlUla         | Australia              | 71h 18' 58"            |
| 2.                     | Bahrain Victorious       | Bahrajn                | + 10' 12"              |
| 3.                     | Groupama-FDJ             | Francja                | + 16' 43"              |
| 4.                     | AG2R Citroën Team        | Francja                | + 20' 19"              |
| 5.                     | Jumbo-Visma              | Holandia               | + 32' 09"              |
| 6.                     | Ineos Grenadiers         | Wielka Brytania        | + 34' 02"              |
| 7.                     | Movistar Team            | Hiszpania              | + 40' 51"              |
| 8.                     | Intermarché-Circus-Wanty | Belgia                 | + 48' 01"              |
| 9.                     | Astana Qazaqstan Team    | Kazachstan             | + 49' 33"              |
| 10.                    | Team DSM                 | Holandia               | + 51' 16"              |

| Klasyfikacja drużynowa | Klasyfikacja drużynowa   | Klasyfikacja drużynowa | Klasyfikacja drużynowa |
| Drużyna                | Drużyna                  | Państwo                | Czas                   |
| ---------------------- | ------------------------ | ---------------------- | ---------------------- |
| 1.                     | Team Jayco AlUla         | Australia              | 71h 18' 58"            |
| 2.                     | Bahrain Victorious       | Bahrajn                | + 10' 12"              |
| 3.                     | Groupama-FDJ             | Francja                | + 16' 43"              |
| 4.                     | AG2R Citroën Team        | Francja                | + 20' 19"              |
| 5.                     | Jumbo-Visma              | Holandia               | + 32' 09"              |
| 6.                     | Ineos Grenadiers         | Wielka Brytania        | + 34' 02"              |
| 7.                     | Movistar Team            | Hiszpania              | + 40' 51"              |
| 8.                     | Intermarché-Circus-Wanty | Belgia                 | + 48' 01"              |
| 9.                     | Astana Qazaqstan Team    | Kazachstan             | + 49' 33"              |
| 10.                    | Team DSM                 | Holandia               | + 51' 16"              |

### Liderzy klasyfikacji
| Etap   |                         | Pierwsze miejsce _ | Klasyfikacja generalna | Punktowa      | Górska          | Młodzieżowa     | Najaktywniejszych | Drużynowa             |
| ------ | ----------------------- | ------------------ | ---------------------- | ------------- | --------------- | --------------- | ----------------- | --------------------- |
| 1      | pagórkowaty             | Tim Merlier        | Tim Merlier            | Tim Merlier   | Neilson Powless | Tadej Pogačar   | Paul Ourselin     | Trek-Segafredo        |
| 2      | płaski                  | Mads Pedersen      | Mads Pedersen          | Mads Pedersen | Jonas Gregaard  | Tadej Pogačar   | Jonas Gregaard    | EF Education-EasyPost |
| 3      | jazda drużynowa na czas | Jumbo-Visma        | Magnus Cort Nielsen    | Mads Pedersen | Jonas Gregaard  | Kelland O’Brien | nie przyznano     | Jumbo-Visma           |
| 4      | górzysty                | Tadej Pogačar      | Tadej Pogačar          | Tadej Pogačar | Jonas Gregaard  | Tadej Pogačar   | Lilian Calmejane  | Team Jayco AlUla      |
| 5      | pagórkowaty             | Olav Kooij         | Tadej Pogačar          | Mads Pedersen | Jonas Gregaard  | Tadej Pogačar   | Sandy Dujardin    | Team Jayco AlUla      |
| 6      | pagórkowaty             | etap anulowany     | Tadej Pogačar          | Mads Pedersen | Jonas Gregaard  | Tadej Pogačar   | etap anulowany    | Team Jayco AlUla      |
| 7      | górski                  | Tadej Pogačar      | Tadej Pogačar          | Tadej Pogačar | Jonas Gregaard  | Tadej Pogačar   | Kobe Goossens     | Team Jayco AlUla      |
| 8      | górski                  | Tadej Pogačar      | Tadej Pogačar          | Tadej Pogačar | Jonas Gregaard  | Tadej Pogačar   | Wout Poels        | Team Jayco AlUla      |
| Koniec | Koniec                  |                    | Tadej Pogačar          | Tadej Pogačar | Jonas Gregaard  | Tadej Pogačar   | brak danych       | Team Jayco AlUla      |